# Kostel svatého Jakuba (Žatec)
Kostel svatého Jakuba je původně farní římskokatolický kostel ve městě Žatci, po roce 1945 byl předán pravoslavné církvi. Je umístěn v bývalém Horním předměstí nazývaném též Pražské. Poprvé je písemně doložený v polovině 14. století, kdy byl farním kostelem. V 16. století byl centrem městské čtvrti s vlastní samosprávou a jeho hřbitov byl hlavním městským pohřebištěm.

## Historie
První písemná zmínka o kostele pochází z roku 1359. Na seznamu majetku děkanského kostela Nanebevzetí Panny Marie v Žatci se Svatý Jakub vyskytuje v místním určení jednoho z pivovarů. Je však pravděpodobné, že je podstatně starší. Roku 1368 totiž prodal šlechtic Jindřich z Bezděkova se sídlem v Deštnici Albrechtovi z Kolovrat své poddané, kteří bydleli v okrsku kostela sv. Jakuba a spadali pod jurisdikci faráře Jodoka. Tito lidé museli robotovat 30 dní v roce na Kolovratově statku v Klučku, listina však výslovně konstatuje, že soudní pravomoc nad nimi zůstává v kompetenci faráře. Kolovratové se jako patroni Svatého Jakuba uvádějí ještě v letech 1397 a 1401.
Není zcela běžné, aby na předměstí královského města žili šlechtičtí poddaní, navíc spadající pod soudní pravomoc faráře. Tato situace zřejmě odráží starší poměry, např. existenci předlokační osady v šlechtickém majetku, která byla po založení Žatce zahrnuta do předměstských hradeb. Určitou autonomii si svatojakubská farnost udržela i v předbělohorském období. V žateckých městských knihách se často objevuje termín "osada svatojakubská" či dokonce "svatojakubské předměstí", osada měla své vlastní hejtmany a dokonce si vedla svou vlastní řadu úředních knih, kam se zapisovaly testamenty. Podobné postavení – ovšem bez písemně doložených samostatných úředních knih – zastávala v 16. století jiná žatecké předměstská osada: Brandejs s kostelem sv. Michala.
Přes toto specifické postavení figuruje ve 14. století kostel sv. Jakuba vždy společně s ostatními předměstskými kostely jako předmět zbožných darů a odkazů žateckých měšťanů. V 16.–18. století byl hřbitov okolo kostela dokonce hlavním městským pohřebištěm. Kromě měšťanů se zde nechávali pohřbívat příslušníci šlechty, např. Sekerkové ze Sedčic. V kostele byla pohřbena i Kateřina Eliščinová, první manželka primátora Maxmiliána Hošťálka. Její epitaf se v interiéru dochoval. Poslední předbělohorskou úpravou kostela bylo zřízení nové makovice na střeše v roce 1606. Nabarvil ji místní malíř Andreas Torner.

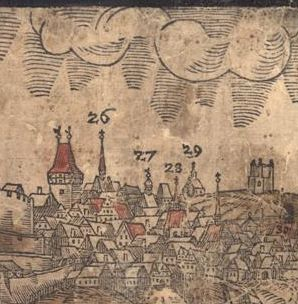
Na Willenbergově vedutě Žatce z roku 1611 je Sv. Jakub označen číslem 26

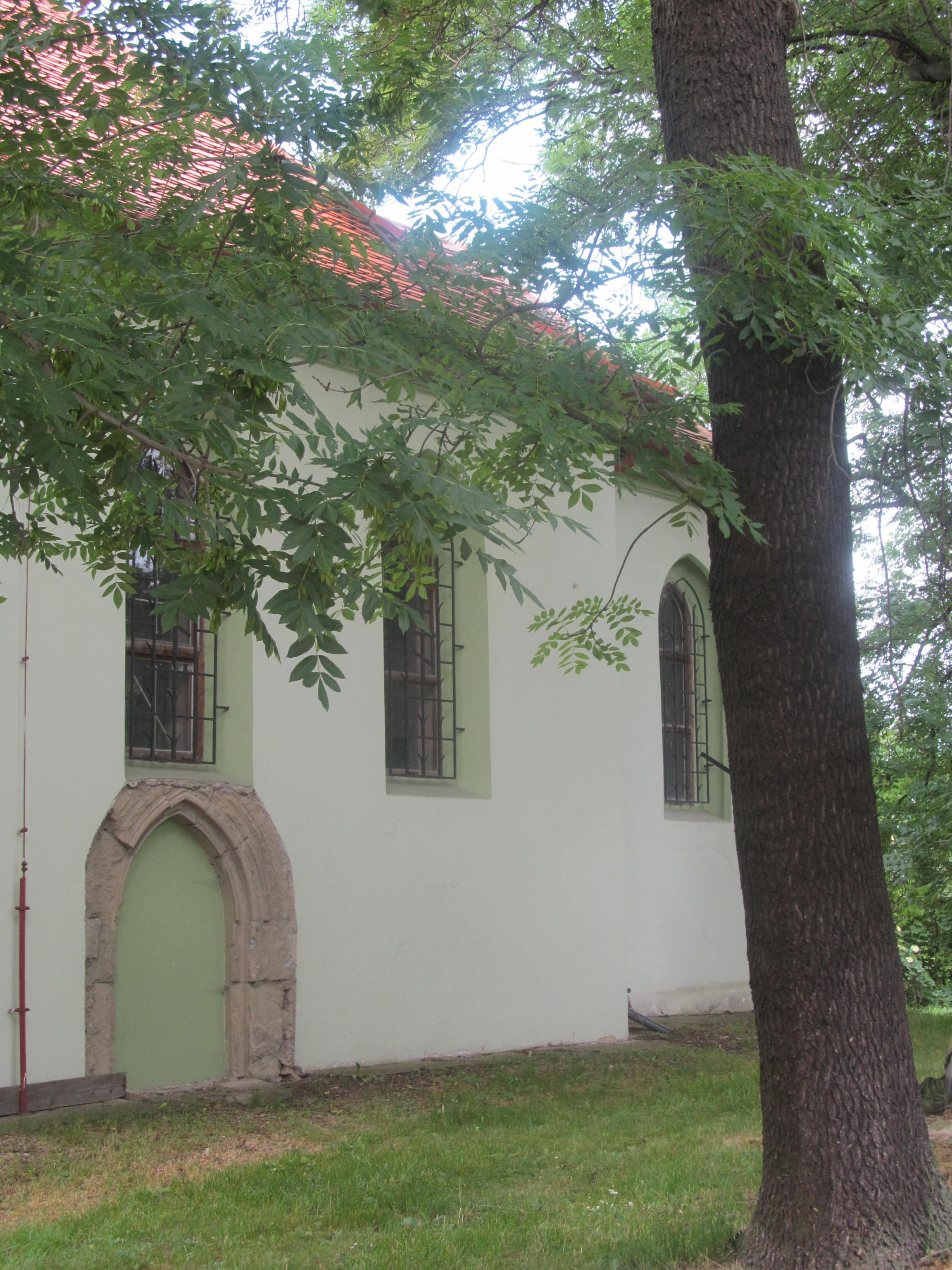
Jižní fasáda kostela se zazděným portálem

 Na rozdíl od jiných žateckých předměstských kostelů – zřejmě i s ohledem ke svému významu – třicetiletou válku Svatý Jakub přestál. Ve 2. polovině 17. století byl vybaven novým mobiliářem a zvony. Po roce 1649 byl z nadace Matěje Vodičky založen menší špitál, jehož kostelem se stal Svatý Jakub. Když v roce 1675 přišli do Žatce kapucíni, používali kostel sv. Jakuba do doby, než si o osm let později dostavěli kostel vlastní.
V roce 1752 byla ke kostelu postavena předsíň, v letech 1829 a 1904 prošel rekonstrukcí. U kostela se přestalo pohřbívat v roce 1866.
Po roce 1945 byl – vzhledem k početné komunitě volyňských Čechů – předán pravoslavné církvi. Věřící si z Volyně přivezli ikonostas, který je v kostele umístěný. 

## Bohoslužby
Kostel je sídlem Církevní obce Žatec, která v něm koná bohoslužby každou neděli a státní svátek od 10,00 hod.
Duchovním správcem je otec Vladislav Čejka.

## Architektura
Kostel sv. Jakuba je jednolodní stavba s předsíní, trojboce uzavřeným presbytářem bez opěráků a sakristií přiléhající k severní straně. Z presbytáře se do ní vstupuje okoseným lomeným portálem. Sakristie je zaklenutá valenou klenbou. Plochostropá loď je na jižní i severní straně osvětlena dvěma lomenými okny. V jejím severním zdivu vystupuje zazděný, profilovaný gotický portál zakončený lomeným obloukem. V interiéru kostela je několik renesančních náhrobků.
Stavební vývoj dnešní podoby kostela není jasný. Nesporný je pouze barokní původ předsíně. Zdivo lodi, presbytáře a sakristie může pocházet ze 14. století, ale také z pohusitského období.